# Otto Ammon
Pour les articles homonymes, voir Ammon.
Otto Georg Ammon (7 décembre 1842, Karlsruhe - 14 janvier 1916, Karlsruhe) est un anthropologue allemand.
Otto Ammon a notamment écrit L'ordre social et ses bases naturelles, esquisse d'une anthroposociologie (traduit en 1900 par Henri Muffang) et Sélection naturelle parmi les humains, ouvrage dans lequel il a tenté de prouver que dans les classes sociales supérieures, il y avait une proportion significativement plus élevée de membres de type « germanique ».

## Publications sélectives
- Der Darwinismus gegen die Sozialdemokratie, Hambourg, 1891.
- Die natürliche Auslese beim Menschen. Auf Grund der anthropologischen Untersuchungen der Wehrpflichtigen in Baden und anderer Materialien, Gustav Fischer, Iéna, 1893.
- Die Gesellschaftsordnung und ihre natürlichen Grundlagen. Entwurf einer Sozial-Anthropologie zum Gebrauch für alle Gebildeten, die sich mit sozialen Fragen befassen, Gustav Fischer, Iéna, 1895.
- Zur Anthropologie der Badener, Gustav Fischer, Iéna, 1899.
- Die Bedeutung des Bauernstandes für den Staat und die Gesellschaft, Berlin, 1894.